# 拉里·米勒
拉里·米勒（英語：Larry Miller，1953年10月15日—）是美國的一位演員。他出生在紐約州谷溪，是一位猶太人。